# Phaedrotoma sinecostulis
Phaedrotoma sinecostulis är en stekelart som först beskrevs av Fischer 1983.  Phaedrotoma sinecostulis ingår i släktet Phaedrotoma och familjen bracksteklar. Inga underarter finns listade i Catalogue of Life.